# KV10
Situé dans la vallée des Rois, dans la nécropole thébaine sur la rive ouest du Nil face à Louxor, KV 10 est destiné à l'origine à être le tombeau du pharaon Amenmes de la XIXe dynastie. Il fut réutilisé à la XXe dynastie par deux reines, Tachat, fille de pharaon et grande épouse royale, qui serait la mère de Ramsès IX et par Baketourel Ire, épouse de ce dernier.

## Description
On accède à ce tombeau par une descenderie dont la longueur, avec celle de la chambre mortuaire atteint 105,3 mètres.
Ce tombeau, très endommagé, a subi de nombreuses restaurations en particulier pour consolider les piliers de la chambre mortuaire.

## Historique des fouilles
- Richard Pococke (1737-1738) : cartographie ;
- James Burton (1825) : cartographie ;
- John Gardner Wilkinson (1825-1828) : cartographie ;
- Robert Hay (1825-1835) : cartographie ;
- Expédition Franco-Tuscan (1828-1829) : épigraphie ;
- Karl Richard Lepsius (1844-1845) : épigraphie ;
- Eugène Lefébure (1883) : épigraphie ;
- Edward Russell Ayrton (1907) : fouilles ;
- Otto J. Schaden (1992-1999) : fouilles.